# Nothochrysinae
Nothochrysinae (лат.) — подсемейство златоглазок, в которое включают 19 ныне существующих видов в составе 9 родов. Считается наиболее базальным из современных подсемейств златоглазок. 

## Распространение
Рода Dictyochrysa (3 вида) и Triplochrysa (1 вид) обитают в Австралии, Kimochrysa (3 вида) и Pamochrysa (1 вид) — в Южной Африке, Nothochrysa (3 вида) — в Западной Европе и Северной Америке, Pimachrysa (5 видов) — в Мексике и США, Hypochrysa (1 вид) — в Южной Европе, Leptochrysa (1 вид) и Asthenochrysa (1 вид) — в Южной Америке. 

## Описание
Отличительные признаки подсемейства: жилка Psm короткая, плавно переходит во внутренний ступенчатый ряд поперечных жилок, тимпанальный орган отсутствует. 

## Биология
Личинки, как и у других златоглазок, хищники, тогда как имаго питаются пыльцой.

## Палеонтология
В ископаемом виде Nothochrysinae известны, начиная с эоцена. 